# Wyższa Szkoła Dziennikarska w Warszawie

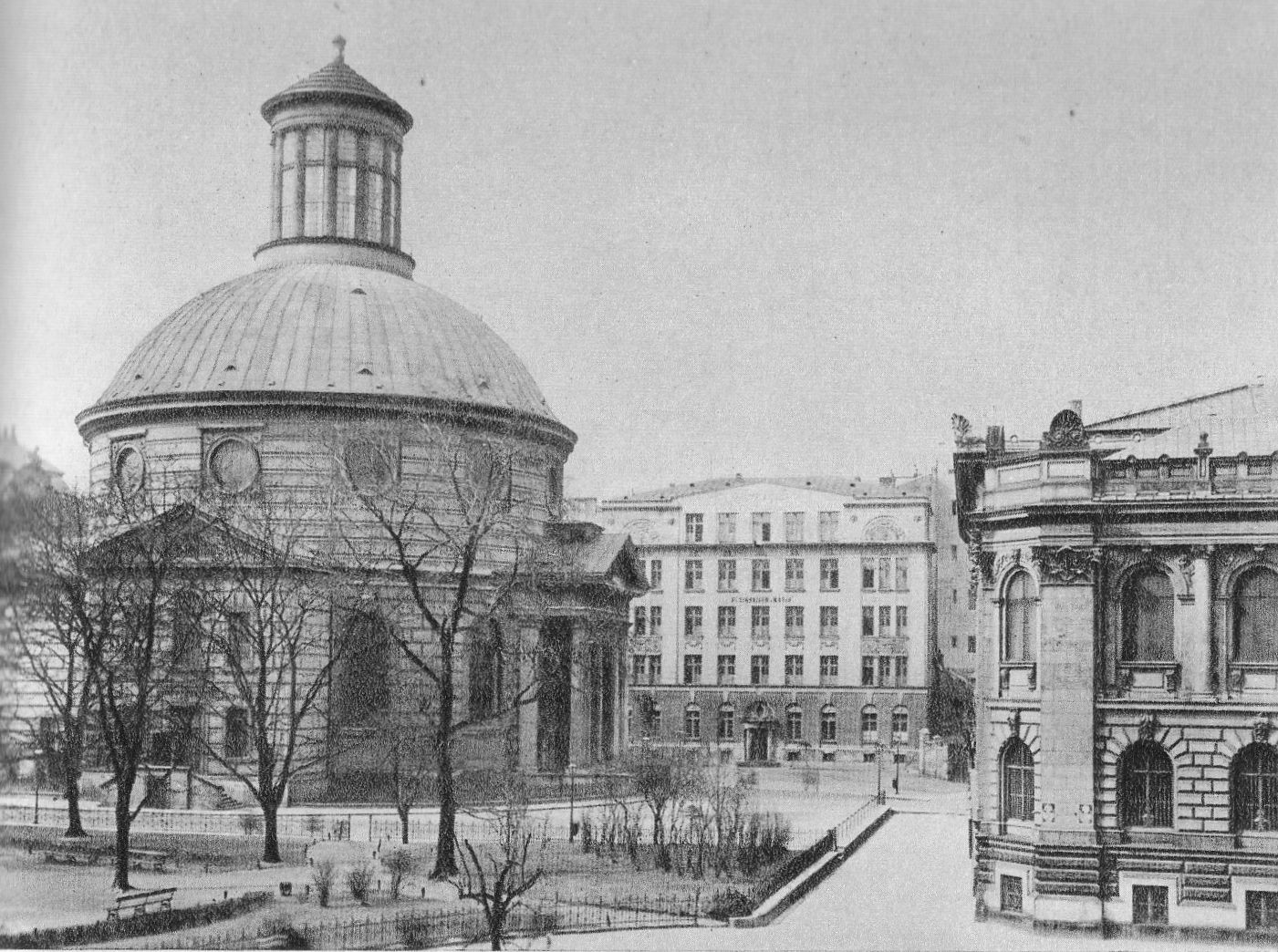
Szkoła i jej otoczenie w okresie międzywojennym. Po lewej kościół Świętej Trójcy, po prawej – gmach Zachęty

Wyższa Szkoła Dziennikarska w Warszawie – uczelnia działająca w latach 1927–1939.

## Historia
Szkoła została założona w 1927 kontynuując działalność powstałej w 1917 Szkoły Dziennikarskiej przy Wydziale Humanistycznym Wolnej Wszechnicy Polskiej w Warszawie, miała za zadanie krzewienie nauk i umiejętności z dziedziny dziennikarstwa i publicystyki w najszerszych znaczeniu tych pojęć. W latach 30. WSD była uczelnią jedno-wydziałową z możliwością specjalizacji w działach, m.in.: politycznym, społecznym, ekonomicznym, literackim, artystycznym.
Powstało Towarzystwo Wyższej Szkoły Dziennikarskiej w Warszawie, którego celem było zapewnienie środków na działalność i rozwój WSD, w tym dbanie o gmach uczelni. Władzami Szkoły był dyrektor i rada szkoły. 12 kwietnia 1938 minister Wyznań Religijnych i Oświecenia Publicznego Wojciech Świętosławski zatwierdził nowy statut uczelni.
W roku szkolnym 1937/1938 dyrektorem WSD był Wincenty Trzebiński, a zastępcą dyrektora Stanisław Jarkowski. W tym samym czasie we władzach Towarzystwa WSD byli: prezes zarządu Aleksander Dzieduszycki, zastępcy prezesa Józef Ludwik Evert, Bohdan Dzięciołowski, a we władzach byli także Wacław Sieroszewski, ks. Zygmunt Kaczyński, Antoni Lanckoroński, Ludomił Lewenstam, Antoni Wieniawski, Stanisław Kauzik, Karol Koźmiński.
W latach 30. wykładano w szkole przedmioty ogólnokształcące oraz przedmioty zawodowe: historia prasy, technika i organizacja prasy, organizacja zawodu dziennikarskiego, samokształcenie dziennikarza, reklama w prasie, służba ajencyjna w prasie, prasowa służba parlamentarna, technika drukarska i grafika, prasa współczesna, publicystyka polska XIX i XX wieku, prawo prasowe i autorskie, seminaria dziennikarskie i publicystyczne, administracja dziennika i kolportaż. Studia w WSD trwały trzy lata, prowadzone w toku trzech kursów rocznych. Uczący się mogli korzystać z WSD jako rzeczywiści słuchacze i wolni słuchacze. Studia były płatne. Od roku szkolnego 1937/1938 dyplomowani absolwenci WSD byli uprawnieni do zajęcia w państwowej służbie cywilnej stanowisk urzędniczych I kategorii.
Po 1945 podjęto próbę reaktywacji WSD. Ostatecznie władze zdecydowały się w jej miejsce powołać Wydział Dziennikarski w Akademii Nauk Politycznych w Warszawie.

## Siedziba
Szkoła mieściła się w budynku Gimnazjum im. Mikołaja Reja przy placu Małachowskiego 1, od 1936 w budynku wybudowanym na jej potrzeby przy ul. Rozbrat 44a.
W czasie okupacji niemieckiej w budynku mieścił się magazyn umundurowania i wyposażenia, zdobyty przez powstańców 10 sierpnia 1944.
Budynek został zburzony w 2023 roku.

## Wykładowcy
Statut WSD zezwalał nauczycielom prawo wolności nauki i nauczania. W Szkole wykładali: dr Cezary Berezowski, dr Leon Biegeleisen, Andrzej Boleski, dr Piotr Durkacz, Stanisław Fałat, Stanisław Furmanik, Witold Giełżyński, Tadeusz Grużewski, dr Tadeusz Hilarowicz, Stanisław Jarkowski, Bogusław Kalasiewicz, Bolesław Kielski, Jan Kuczabiński, dr Witold Langrod, Adolf Peretz, Józef Poniatowski, Adam Półtawski, Wincenty Trzebiński, Józef Wasowski, dr Zygmunt Zagórowski, Stanisław Zakrzewski (przed 1933), Janusz Pajewski, Michał Potulicki (inni przed 1938).